# Mate Vatsadze
Mate Vatsadze (georgisk: მათე ვაცაძე) (født 17. december 1988) er en georgisk fodboldspiller, der spiller for lettiske FK Liepāja.

## Karriere
Vatsadze begyndte sin karriere i hovedstadsklubben Dinamo Tbilisi i 2004. I de fem år mellem 2005 og 2010 spillede han 96 kampe for klubbens førstehold og lavede 42 mål, før han blev købt i 2011 af den russiske klub FC Volga Nisjnij Novgorod. Der spillede han et år, før han i 2012 blev købt af FC Dila Gori.

### AGF
Da AGF mødte Dila Gori i to kampe for at spille om kvalifikation til UEFA Europa League 2012-13, hvor Dila Gori gik videre til tredje kvalifikationsrunde, scorede Vatsadze tre mål, hvilket imponerede den danske klub så meget, at den valgte at byde på ham. Den 2. september 2012 skrev han under på en 3½ år lang kontrakt med AGF. Her fik han i første omgang problemer med at få arbejdstilladelse, så der gik næsten en måned, inden Vatsadze fik sin debut for AGF's reservehold i en kamp mod AaB, hvor han i øvrigt scorede.
Vatsadze var i en periode en stor gevinst for AGF og scorede en række mål. Således blev han topscorer med 20 mål i 1. division, da AGF i sæsonen 2014-15 spillede i denne række. Da AGF udskiftede træner Morten Wieghorst med Glen Riddersholm, fik Vatsadze dog ikke så meget spilletid, og dette forhold endte med, at klubben ophævede kontrakten med ham i sensommeren 2016, et år før kontraktens udløb.

### Lokomotivi Tbilisi
Efter bruddet med AGF, spillede han kortvarigt i Lokomotivi Tbilisi, hvor det blev til 3 kampe og 1 mål.

### Viborg FF
Den 11. januar 2017 oplyste Viborg FF at de havde skrevet kontrakt med Vatsadze. Kontrakten løb indtil sommeren 2018.

### Silkeborg IF
I sommeren 2017 rykkede Viborg imidlertid ud af Superligaen, hvorpå Vatsadze skiftede til Silkeborg IF.

### Senere karriere
I 2018 vendte Vatsadze tilbage til sin oprindelige klub, Dinamo Tbilisi, og fra nytår 2018-19 tog han til lettiske FK Liepāja.